# Xhoris
Xhoris [(h)ɔʀis] (en wallon Horis') est un village sur les hauteurs séparant l'Ourthe de l'Amblève dans la province de Liège, en Belgique. Administrativement il fait partie de la commune de Ferrières, en Région wallonne. C'était une commune à part entière avant la fusion des communes de 1977. 

## Toponymie
Le nom de la localité est attesté sous les formes Scuricitas en 902 (acte où Louis l'enfant confirme un échange); Scuritias ou Scurritias en 932; Scorices en 1126 - 1130 (liste du retable de Wibald; Scoriches fin du XIIIe siècle et dans une charte de 1336; Horis en 1310; Xhorice (Xhoris) du XIVe au XVIIe siècle.
Xhoris s'écrit et se prononce Horis' en wallon.
En français, Oriss est la prononciation d'usage[réf. nécessaire].

## Géographie

### Situation
Xhoris se situe à 30 km de Liège, 30 km de Huy, 30 km de Verviers, 30 km de Marche-en-Famenne et 25 km de Spa.
Xhoris est situé sur une colline entre l'Ourthe et l'Amblève. La partie nord du village fait partie de la Calestienne : c'est la zone calcaire, zone de cultures et de prairies. La partie sud-est forme le premier contrefort de l'Ardenne : c'est la zone de grès et de schistes, zone de pâtures et de forêts. L'extrémité nord du village (Fanson) appartient, elle, à la Famenne.
Le point culminant est situé à 371 m d'altitude dans les Bois de Xhoris au lieu-dit Mahousseu et le point le plus bas se trouve en rive droite de l'Ourthe à 110 m d'altitude en amont du rocher de la Vierge.

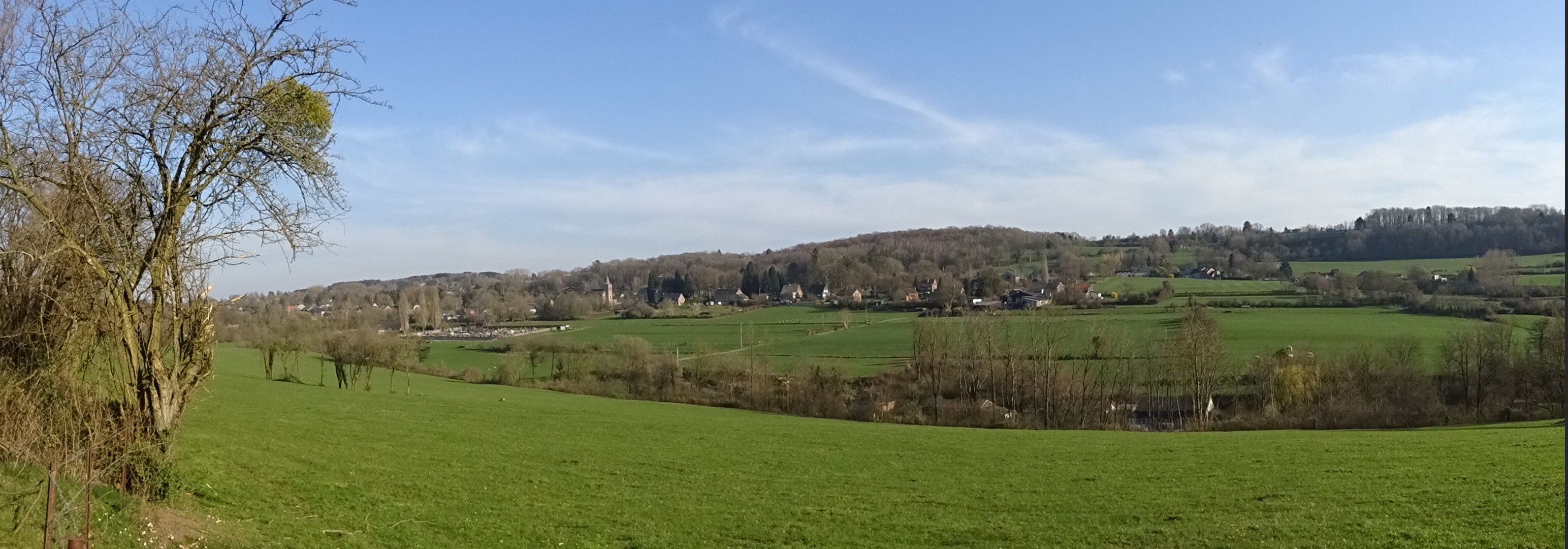
Vue panoramique de Xhoris.

Xhoris est entouré des localités suivantes :
Xhoris se situe à 10 km des sorties 46 et 47 de l'autoroute E25 Liège-Luxembourg.

### Description du village
Le village, très étendu, s'élève graduellement vers le sud-est. Il est formé d'anciennes zones d'habitations souvent devenues contigües (Jehoge, La Grange, La Vaux, Le Mont, Les Batis). On dénombre seulement un hameau principal de construction plus récente (Pierreux) situé sur une crête au nord du village ainsi que trois petits hameaux plus anciens excentrés (Godinry à l'ouest, Les Rixhalles au sud-ouest et Fanson au nord).
Fait rare dans la région : deux places en L voisines se situent au milieu du village : au-dessus, la place du Centre, voisine de l'église et d'une belle ferme en carré avec un porche remarquable (ancienne ferme de Xhoris, ex RelaXhoris : voir plus bas) et, en dessous, la place Lavaux, lieu principal des festivités xhorisiennes.
Les Bois de Xhoris (traversés par la route de Saint-Roch au sud du village) et la vallée de la Velle invitent le promeneur à des balades en toute quiétude alors qu'à l'ouest, le vallon de Bléron (vallée sèche calcaire) l'amène au bord de l'Ourthe depuis le Fond des Vaux.
De pittoresques chemins creux bordés de haies (les rues Mazalienne et Marchenal ainsi que les sentiers du Mont de Fontaine) partent à l'assaut des premières pentes ardennaises.
À Pierreux, une réserve naturelle gérée par l'association "Le Genévrier" héberge une flore d'une grande richesse, avec notamment 11 espèces d'orchidées représentatives de la flore de la Calestienne.

## Démographie
- Sources:INS, Rem:1831 jusqu'en 1970=recensements, 1976= nombre d'habitants au 31 décembre

## Histoire

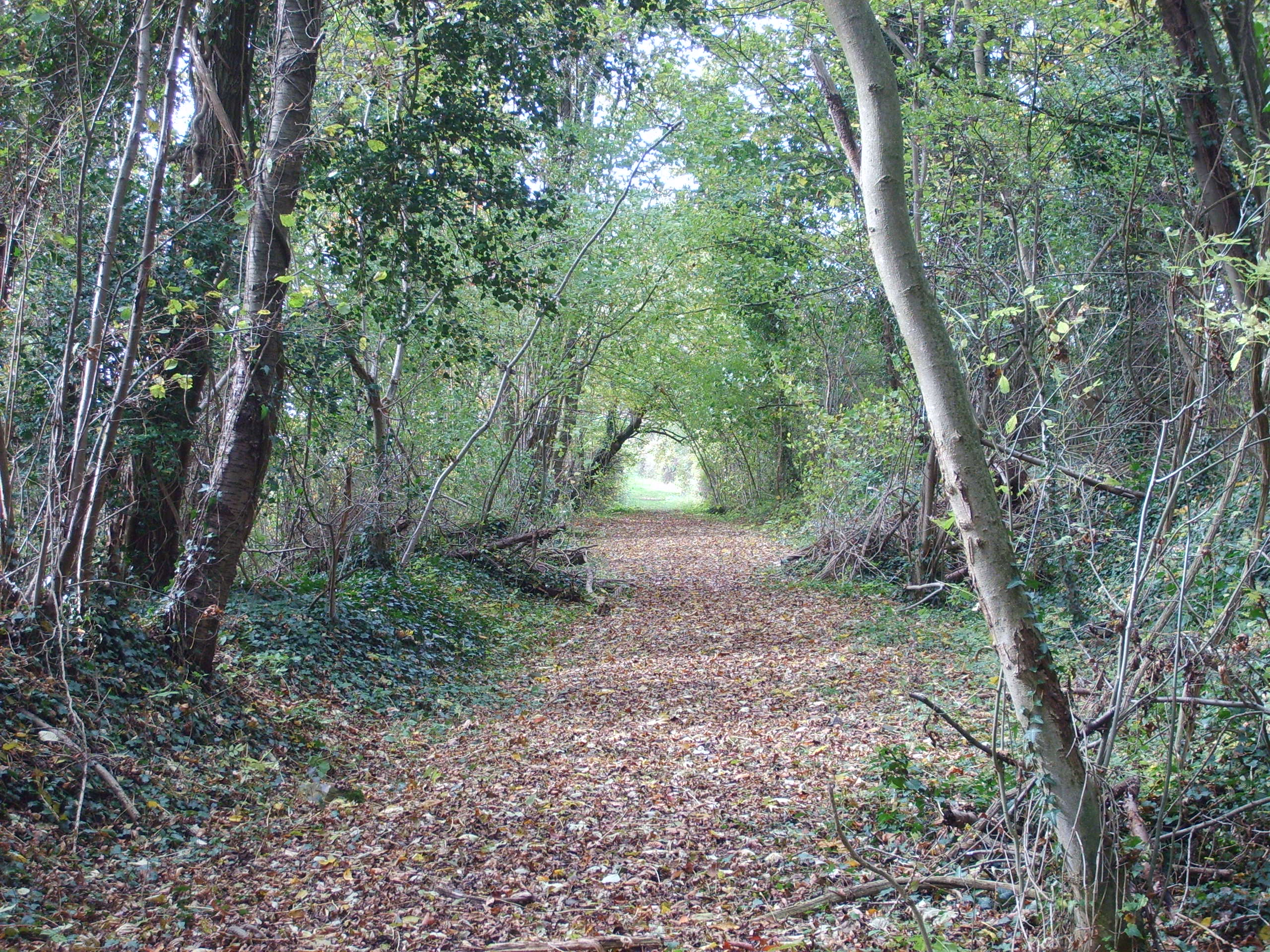
L’ancien vicinal.

Depuis le Moyen Âge et jusqu'en 1795 le village de Xhoris a fait partie de la Principauté de Stavelot-Malmedy (comté de Logne). Ensuite, le village est repris dans le département de l'Ourthe sous le régime français jusqu'en 1815. En 1840, la grand-route menant à Aywaille est réalisée. Le village comptait alors 151 habitations, 730 habitants, 50 chevaux, 250 vaches et 1 000 moutonset était composé de cinq zones principales d'habitations : Lavaux (en wallon : èl Vå), Le Mont (è Mont), La Grange (al Grègne), Jehoge (è D'hotche) et le Petit Bâti (å P'tit Bati).
Du Moyen Âge au XIXe siècle, plusieurs fours à chaux furent exploités principalement du côté de Pierreux où la pierre calcaire de la Calestienne affleure alors que le minerai de fer était extrait entre Chafour et Pironbœuf à l'endroit justement nommé Sur les Minières.
Le chemin de fer vicinal Comblain-la-Tour - Manhay (ligne 620) traversait Xhoris depuis 1909 par un tracé particulièrement sinueux (on compte plusieurs épingles à cheveux) jusqu'au début des années 1960. Si les traces de cette ancienne voie vicinale se sont trop souvent estompées en zone habitée, plusieurs tronçons sont aujourd'hui encore très bien conservés, principalement dans les Bois de Xhoris entre le chemin de la Borne et le hameau de Ferot. Utilisant principalement l'assiette de cette ancienne ligne de chemin de fer vicinal, la voie du réseau préRAVeL appelée La Transferrusienne a été inaugurée le 25 septembre 2016, reliant Comblain-la-Tour,  Xhoris, Ferrières et Werbomont sur une distance de 18 km.

## Patrimoine et culture

### Patrimoine architectural et sites
Xhoris compte de nombreuses chapelles, une potale (le Mont), d'anciennes croix, des arbres à clous (tilleul des Lognards, tilleuls de la chapelle de Fanson), des fontaines (le Mont, Mont de Fontaine, les Rixhalles), un chantoire principal (en Jehoge) ainsi qu'une petite centaine d'anciennes fermes, fermettes et demeures en pierre calcaire.

#### Église Saint-Martin
L'église Saint-Martin a été bâtie en 1831 à la place d'un précédent édifice religieux qui datait de 1573. Elle a été réalisée en brique et pierre calcaire et possède un chevet semi-circulaire.

#### Château de Fanson
Au nord du village, en amont de la vallée encaissée du Boé, se dressent le château de Fanson et son domaine boisé (privé, accès interdit).

#### Ancienne ferme de Xhoris et maison Timmermans
Située au centre du village, en face de l'église Saint-Martin, la ferme de Xhoris est une ancienne exploitation agricole (tenue par la famille Gathy jusqu'en 1982) s'articulant autour d'une grande cour intérieure en L. Les bâtiments les plus remarquables sont le porche d'entrée érigé au début du XVIIe siècle avec arc en plein cintre, le corps de logis, situé à gauche du porche, construit en brique et pierre calcaire, l'ancienne laiterie située à droite du porche et la maison Timmermans, ancienne propriété du baron de Sélys-Fanson dès 1825 : une imposante bâtisse en moellons de pierre calcaire de deux niveaux et de cinq travées datée de 1613 par des ancres au sommet de la façade côté cour et remaniée à la fin du XVIIIe siècle. La partie occidentale de la ferme était constituée d'étables dont l'une d'elles possède une porte charretière datée de 1865. La transformation de la ferme en résidence hôtelière en 1983 (Relaxhoris jusqu'en 2019) a vu l'ajout de quelques annexes contemporaines. L'ancienne ferme reprise à l'inventaire du patrimoine culturel immobilier de la Wallonie jouxte un parc arboré de 2 ha (comprenant notamment un sequoia) appelé localement le jardin anglais.

#### Autres fermes et habitations
Le village possède de nombreuses anciennes fermes, fermettes et maisons souvent datées du XIXe siècle par ancres au niveau des portes charretières. Parmi les demeures les plus anciennes et les plus remarquables du village on peut citer :
- à côté de l'église, au no 1 de la rue de l'Église, l'ancienne ferme Devahive est un bâtiment en L avec un corps de logis placé perpendiculairement à la voirie daté au pignon de 1813 et une grange avec deux portes charretières dont une est datée de 1839[8] ;
- sur la place Lavaux, au no 5, ancien moulin à eau d'origine médiévale reconstruit vers 1750 qui fit ultérieurement aussi fonction de ferme et de siroperie et, au no 13, fermette en pierre calcaire derrière cour datée de 1782 et possédant une dalle au-dessus de la porte d'entrée reprenant le chronogramme suivant : selgnVr preserVe noVs blen DV feV et DaVtre aCCIDent[9] ;
- la maison Decelle située no 10 de la route de Hamoir comprenant une porte charretière datée de 1877 et un poirier adossé à la façade ; l'ancien relais de poste sis au no 16 de la même route de Hamoir reprenant deux dates ancrées sur la façade en pierre calcaire: 1819 et 1852[10] ;
- l'ancienne ferme de la Renardière, située Le Mont no 2, construction de la fin du XVIIIe siècle précédée d'une cour délimitée par un muret de moellons de calcaire et comprenant un corps de logis et une grange attenante avec porte charretière en pierre calcaire[11] ;
- la maison Gerday située au no 2 de La Grange : un manoir en pierre calcaire possédant une tour ronde ainsi qu'un portail d'entrée avec piliers sculptés ;
- parmi les deux douzaines de maisons antérieures au XXe siècle de la rue Jehoge, une ancienne fermette en L du XVIIIe siècle située au no 11[12], une petite maison en brique de la fin du XVIIIe siècle récemment restaurée au no 35 et, au no 45, une fermette avec façade en pierre calcaire avec porte charretière datée de 1876 et une croix de fonte sur un socle en pierre sculptée placée à gauche de cette porte ;
- la ferme de Godinry située au hameau de Godinry, possédant au-dessus de la porte d'entrée du corps de logis une dalle avec armoirie datée de 1750 et reprenant le texte : R D? AD M D FRANCISCVS F FAYMONVILLE PRIOR BERNARD  signifiant que la propriété appartenait à François Faymonville, prieur à Bernardfagne (Saint-Roch)[13].

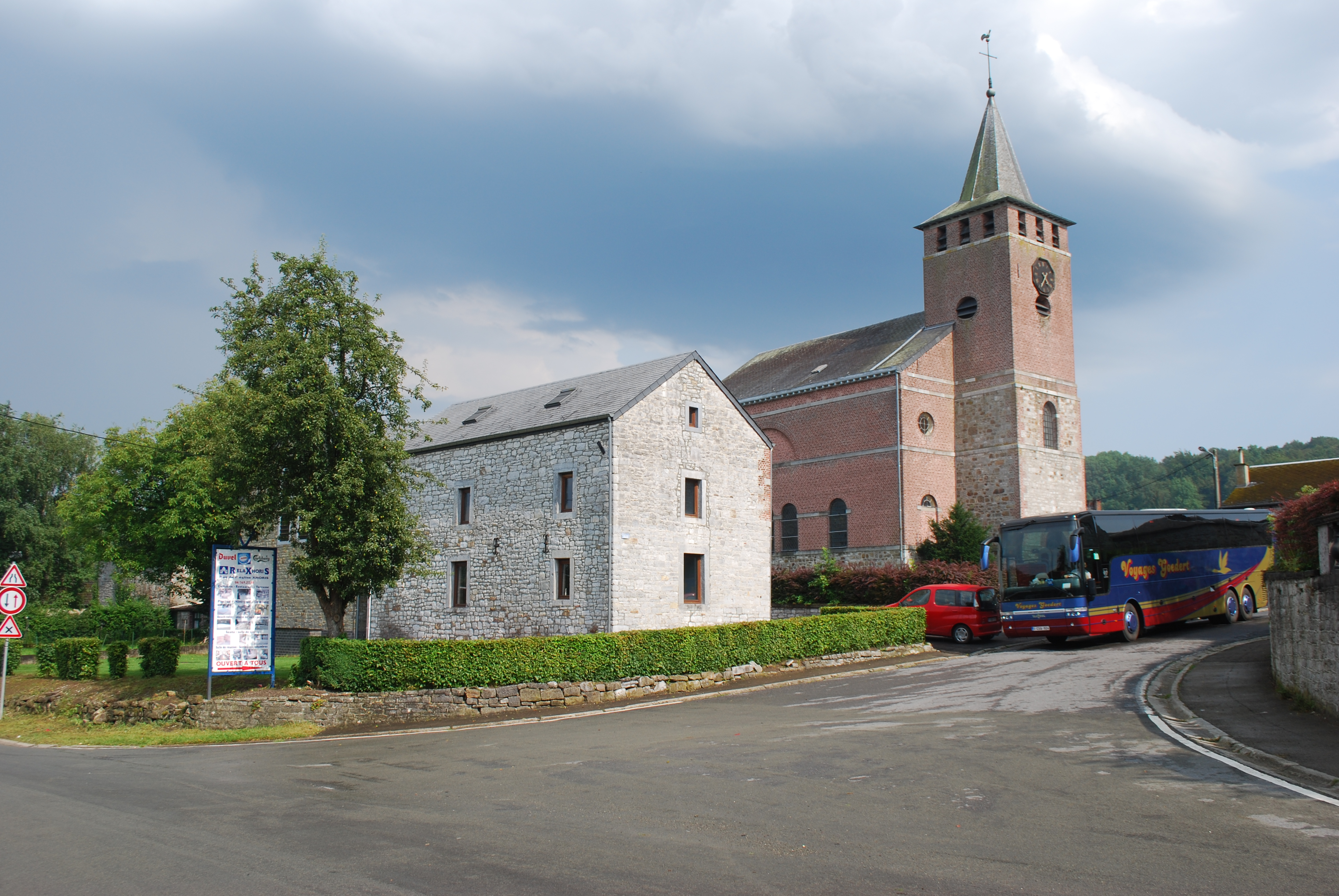
Église Saint-Martin.
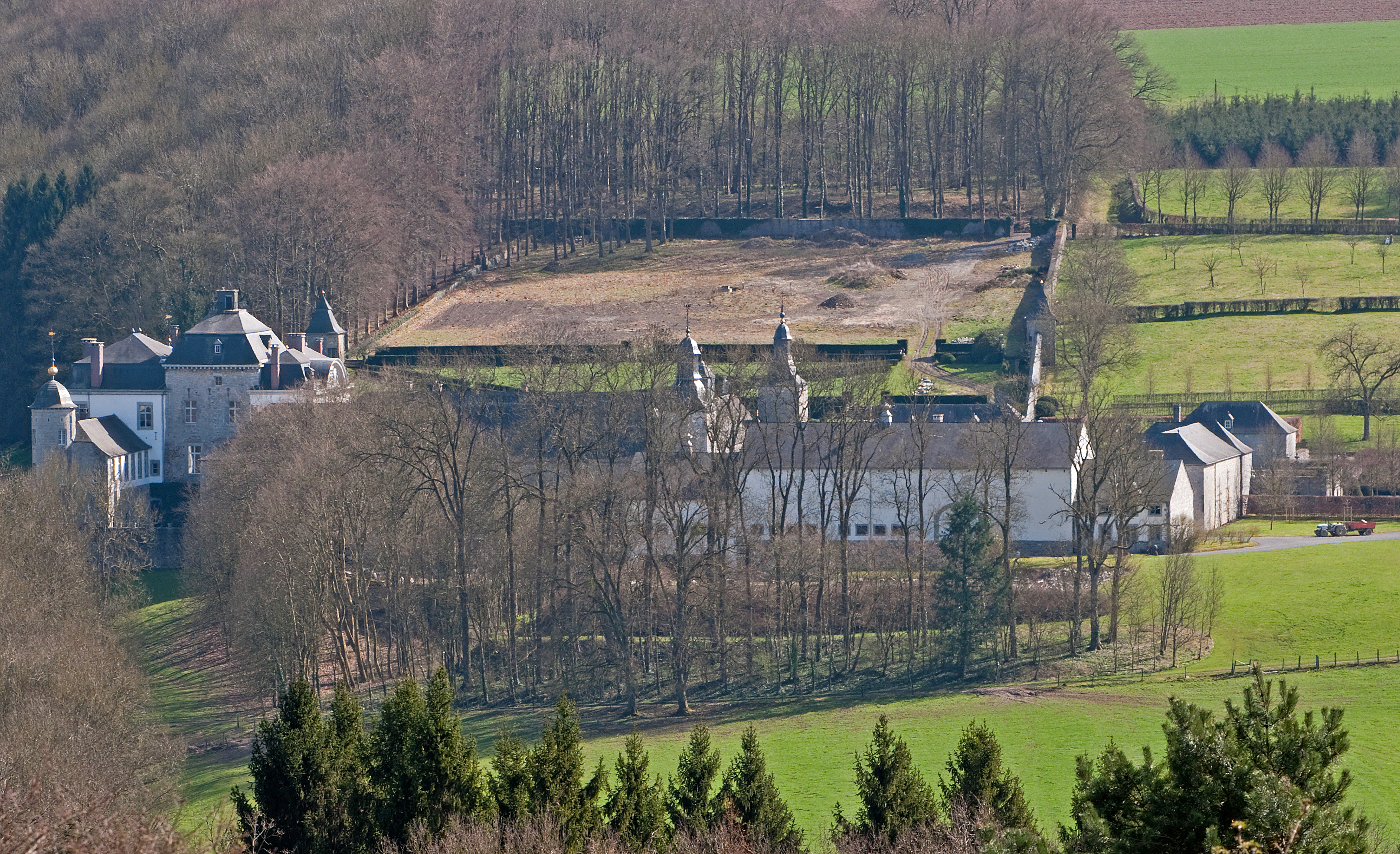
Château de Fanson.
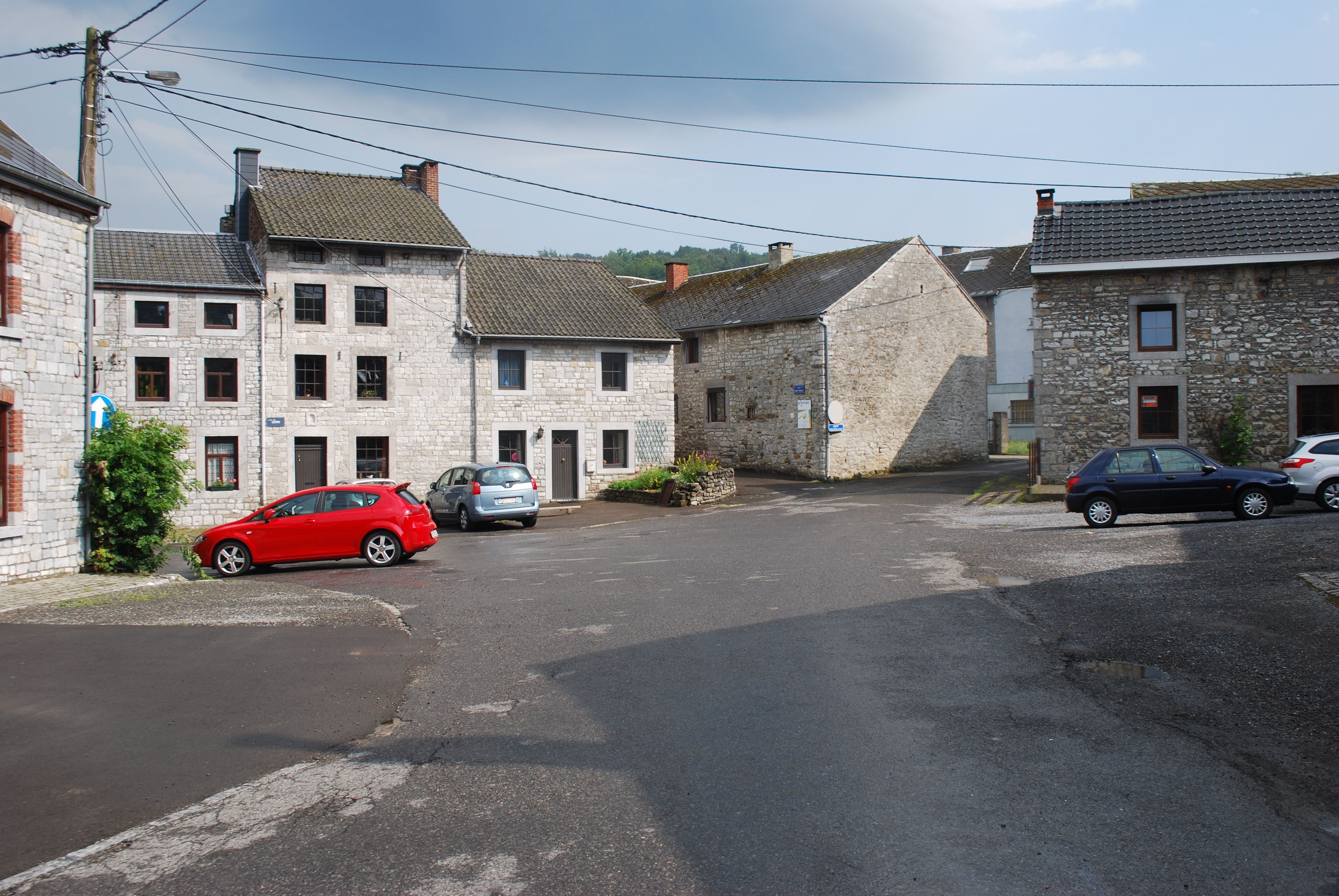
Place du Centre.
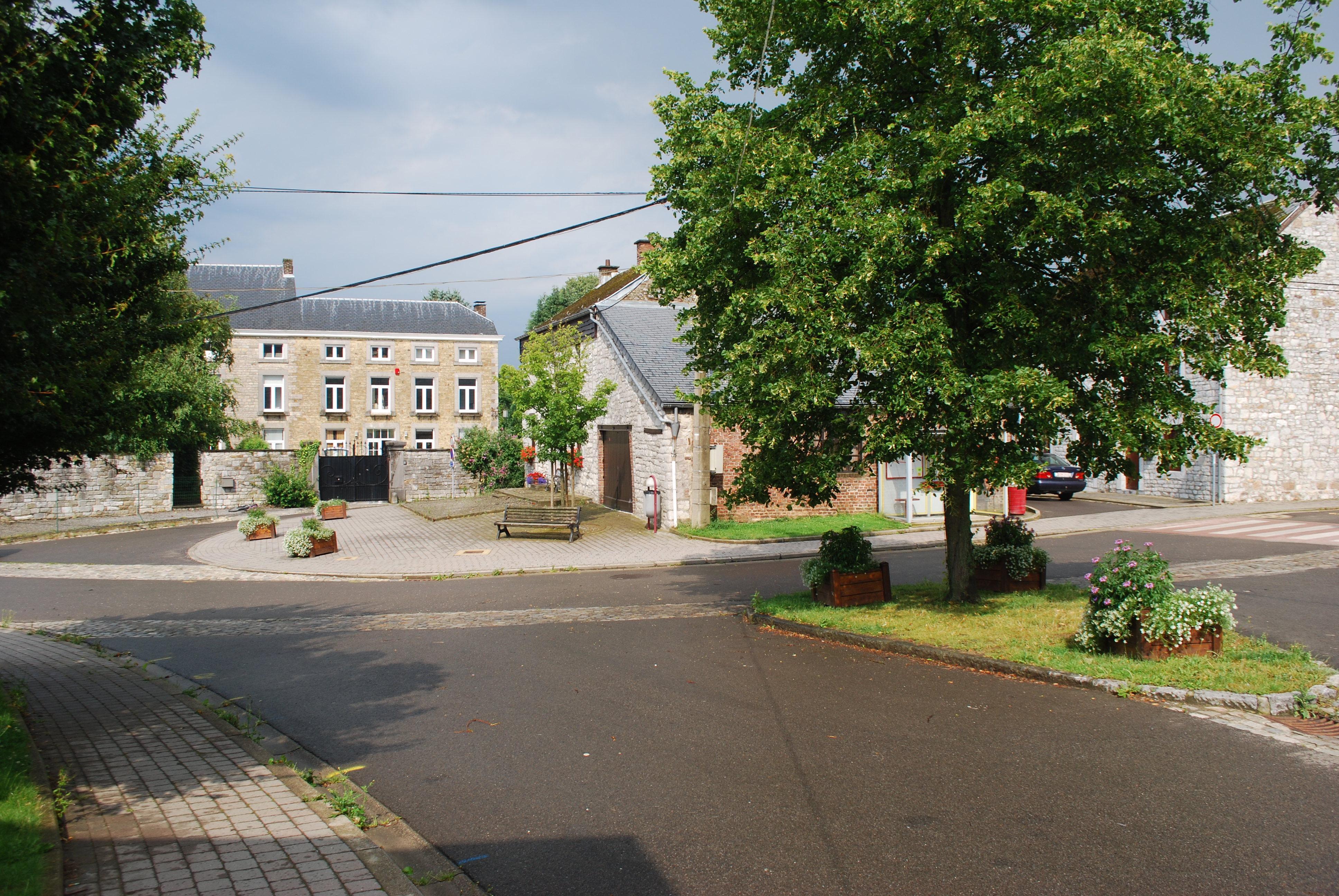
Place Lavaux.
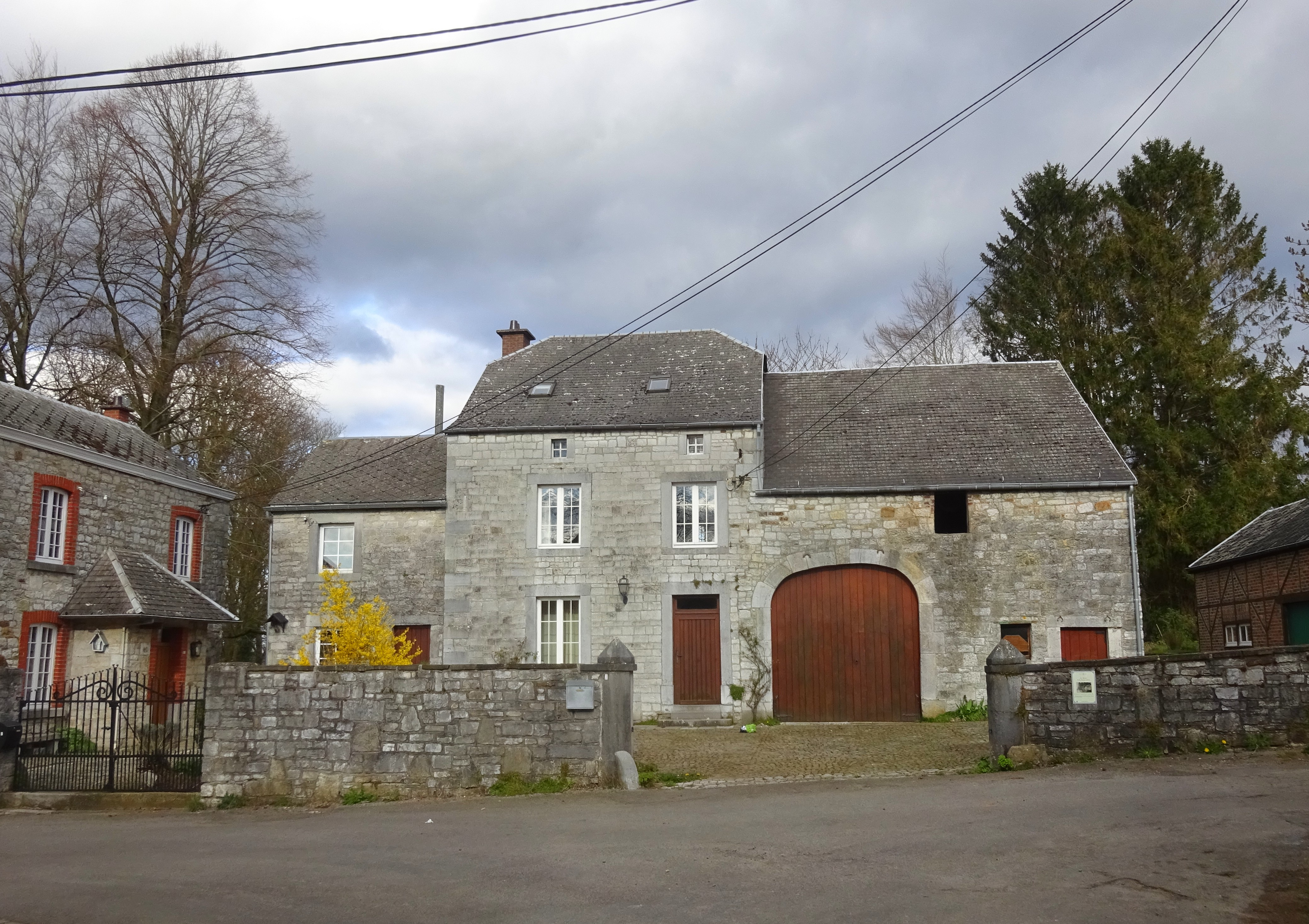
Ferme de la Renardière, Le Mont.
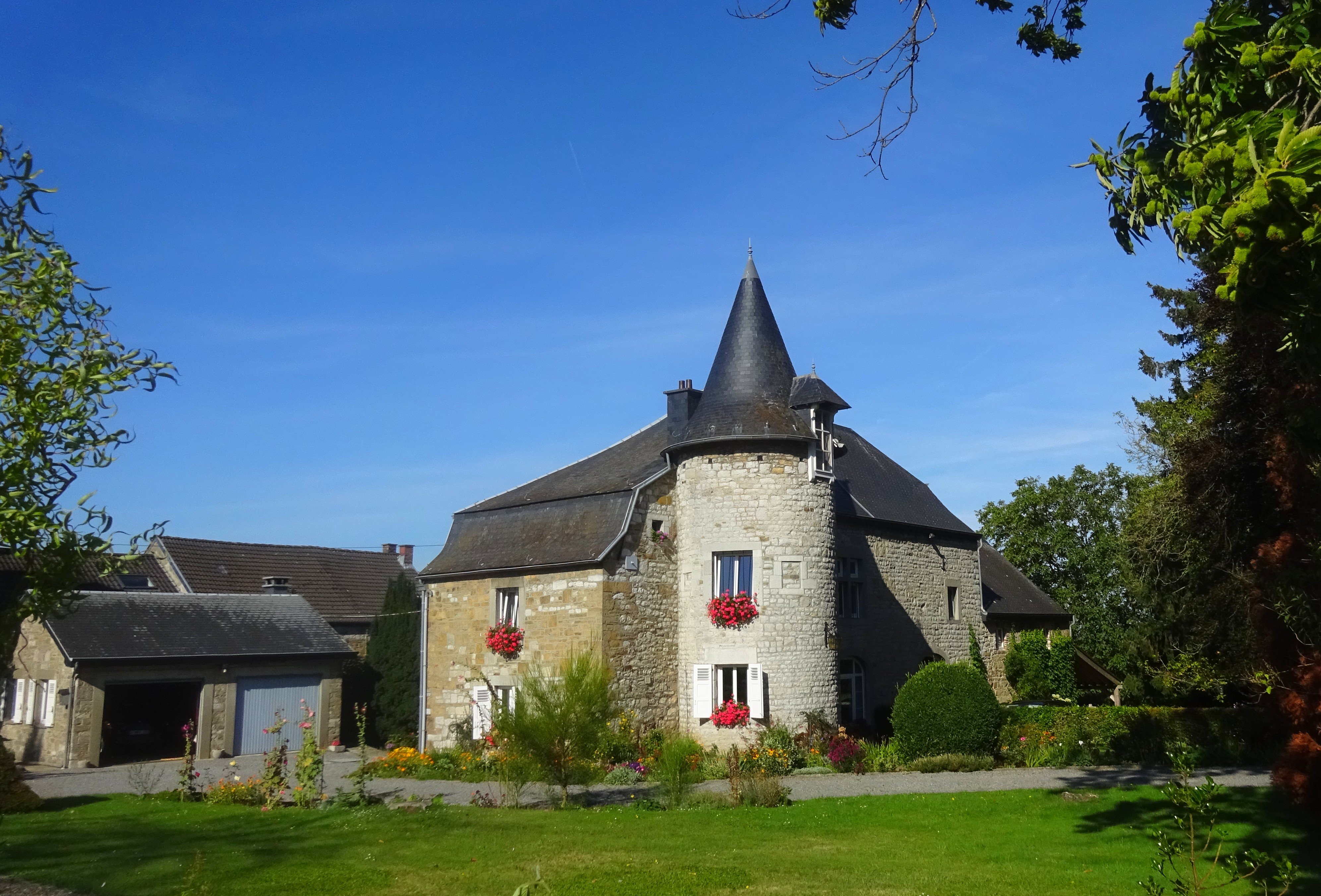
Maison Gerday, La Grange.

#### Chapelles et croix
- La chapelle de Fanson date de 1761. Elle est construite en moellons de calcaire et briques. Située au croisement du chemin de la Sauvenière et de la rue de Fanson, elle est entourée de plusieurs arbres dont deux tilleuls sont répertoriés comme arbres à clous.
- La chapelle Sainte-Odile date de 1832. Deux monolithes entourent le bas de la porte et une croix en fonte domine le pignon. Elle se trouve dans Le Mont au carrefour de la rue de Godinry menant à Filot. Sur le linteau de la porte, on peut lire l'inscription gravée dans la pierre : "Cette chapelle a été faite par Jean François Maréchal l'an 1832".
- La chapelle Sainte-Barbe fait partie d'un site remarquable comprenant aussi le Tilleul des Lognards et la croix Herman datée de 1767. La chapelle a été construite en 1862 comme l'atteste une inscription en chronogramme sculptée en façade. Le chronogramme indique : "SaInte Barbe à La Mort aCCorDez-noUs Votre proteCtIon". Elle est bâtie en brique et pierre de taille. Le tilleul des Lognards est repris sur la liste du patrimoine immobilier classé de Ferrières. Le sentier de grande randonnée 571 passe devant la chapelle.
- La chapelle Saint-Roch se trouve dans les bois de Xhoris au-dessus de la ferme de Pironbœuf. De part et d'autre de la porte, deux loges verticales abritaient jadis des statues. La croix Frère-Pierre se trouve à droite de la chapelle à l'ombre d'un tilleul. Le sentier de grande randonnée 576 passe devant la chapelle.
- La chapelle Saint-Hubert est pourtant dédiée à Saint Roch. Elle date de 1878 et se trouve sur les hauteurs du village à la lisière du Bois de Xhoris, au croisement du chemin de la Borne et la voie Sur les Bruyères.
- La potale ou théothèque du Mont est constituée d'une niche ouvragée en pierre calcaire sur socle provenant vraisemblablement d'une église. Elle pourrait dater du XVIe siècle. Elle se trouve à proximité de la fontaine du Mont.
- On note aussi la présence d'un petit oratoire vitré en moellons de grès situé route de Hamoir près du quartier de La Grange. Il a été bâti au cours du XXe siècle.

Plusieurs croix sont répertoriées sur l'ancien territoire communal. Des croix de pierre sont érigées le long de la route de Hamoir (en face du manège), le long de la route de Harzé, dans le vallon de Bléron (croix Chevron ou du Facteur - 1850) et dans le bois Géry (croix Mathot - 1888). Des croix en fonte se situent au-dessus de la Mazalienne (croix Saint-Jacques), devant le Tilleul des Lognards (croix Herman - 1767), devant le no 45 de la rue Jehoge et dans les bois de Xhoris (croix Pirlot et croix Frère-Pierre).

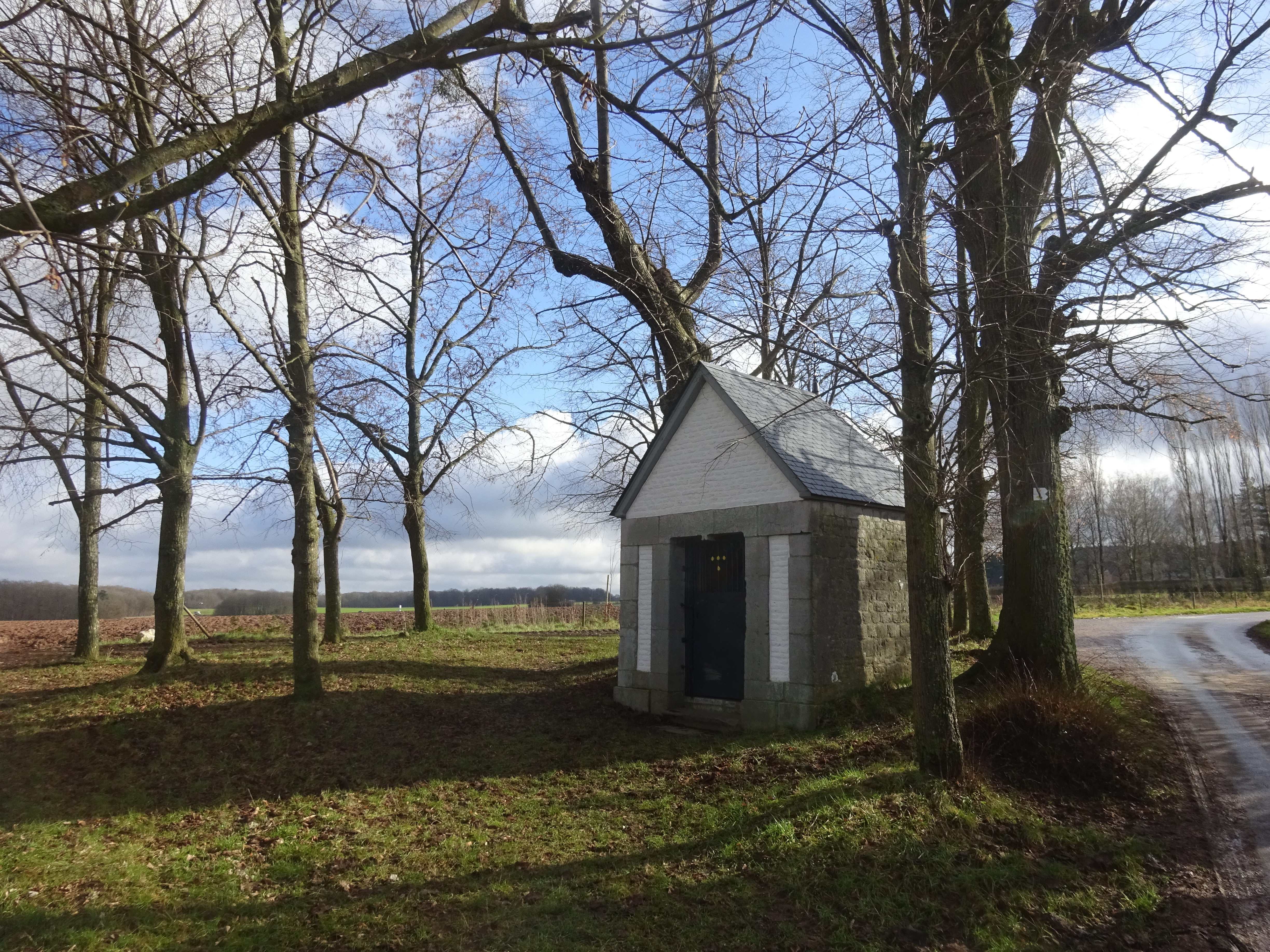
Chapelle de Fanson.
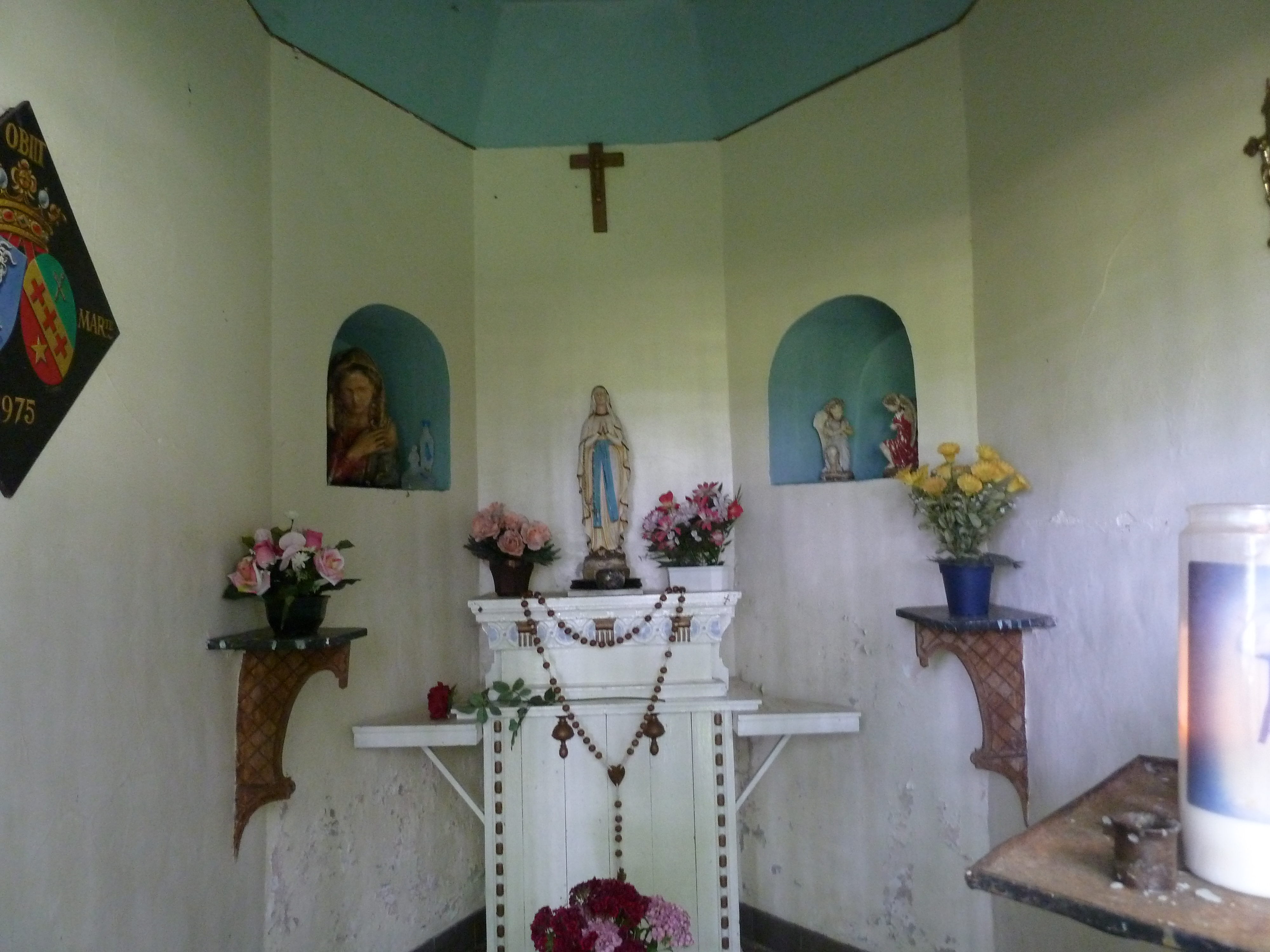
Intérieur de la chapelle de Fanson.
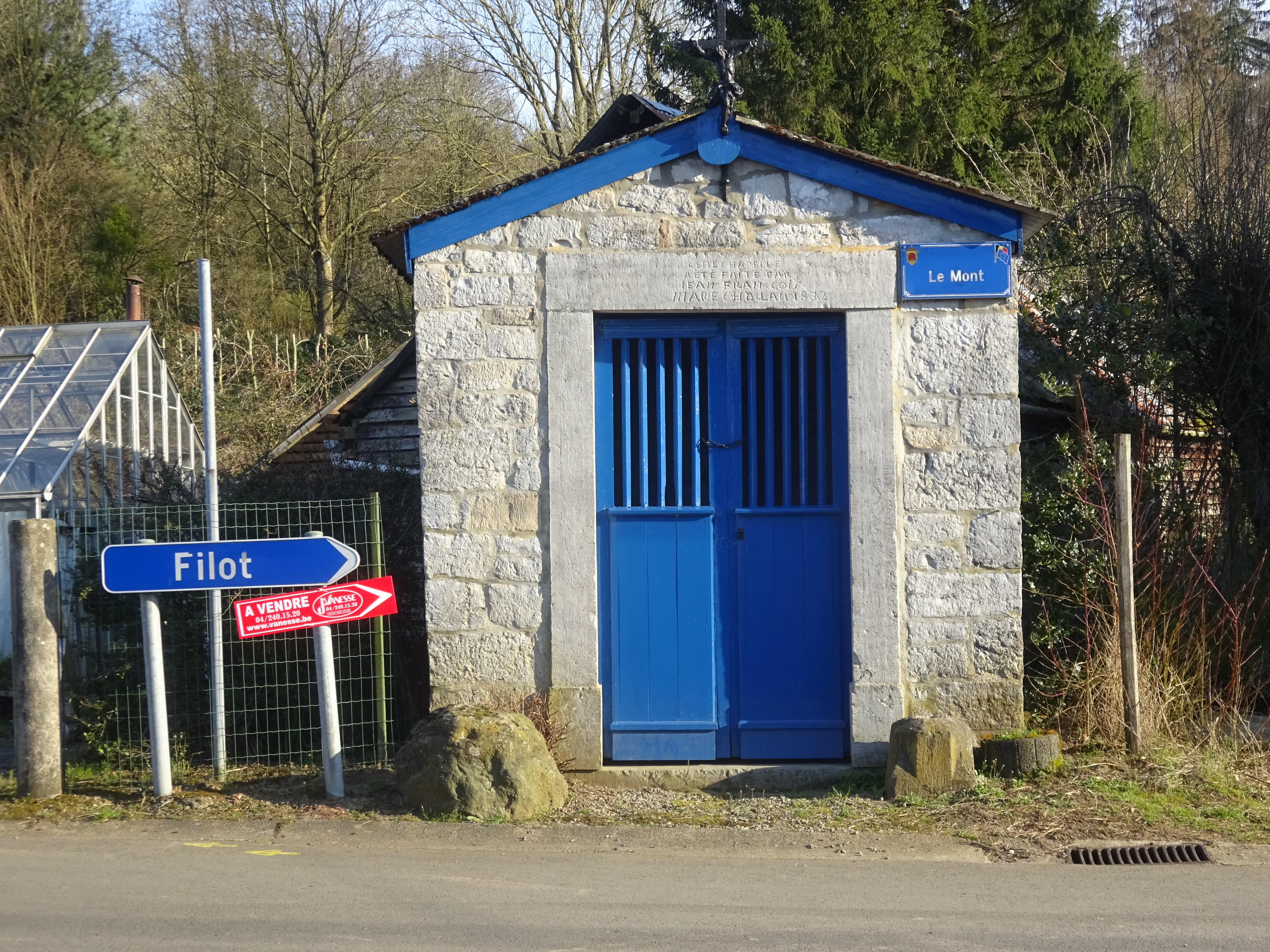
Chapelle Sainte-Odile.
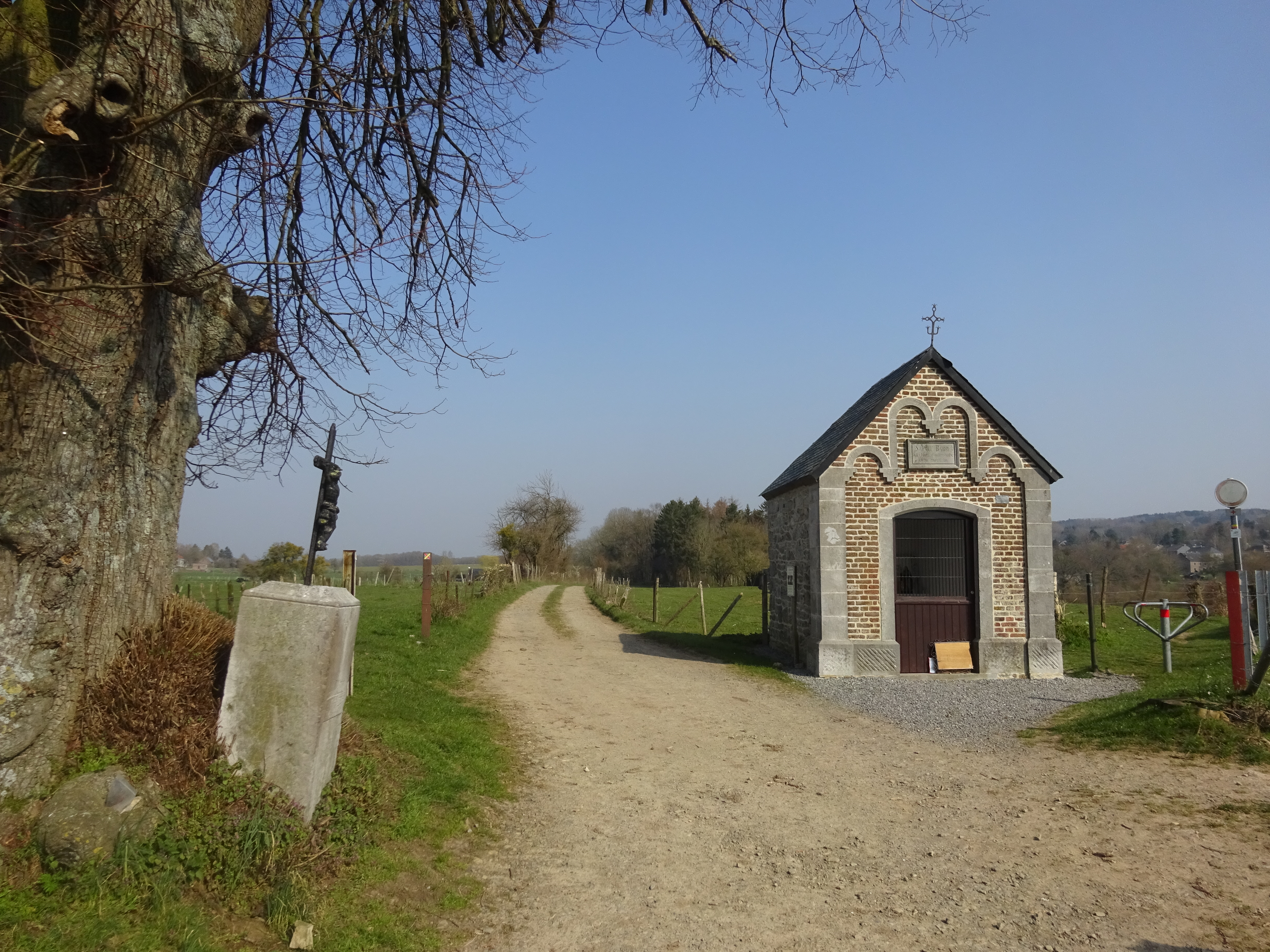
Chapelle Sainte-Barbe, tilleul des Lognards et croix Herman.
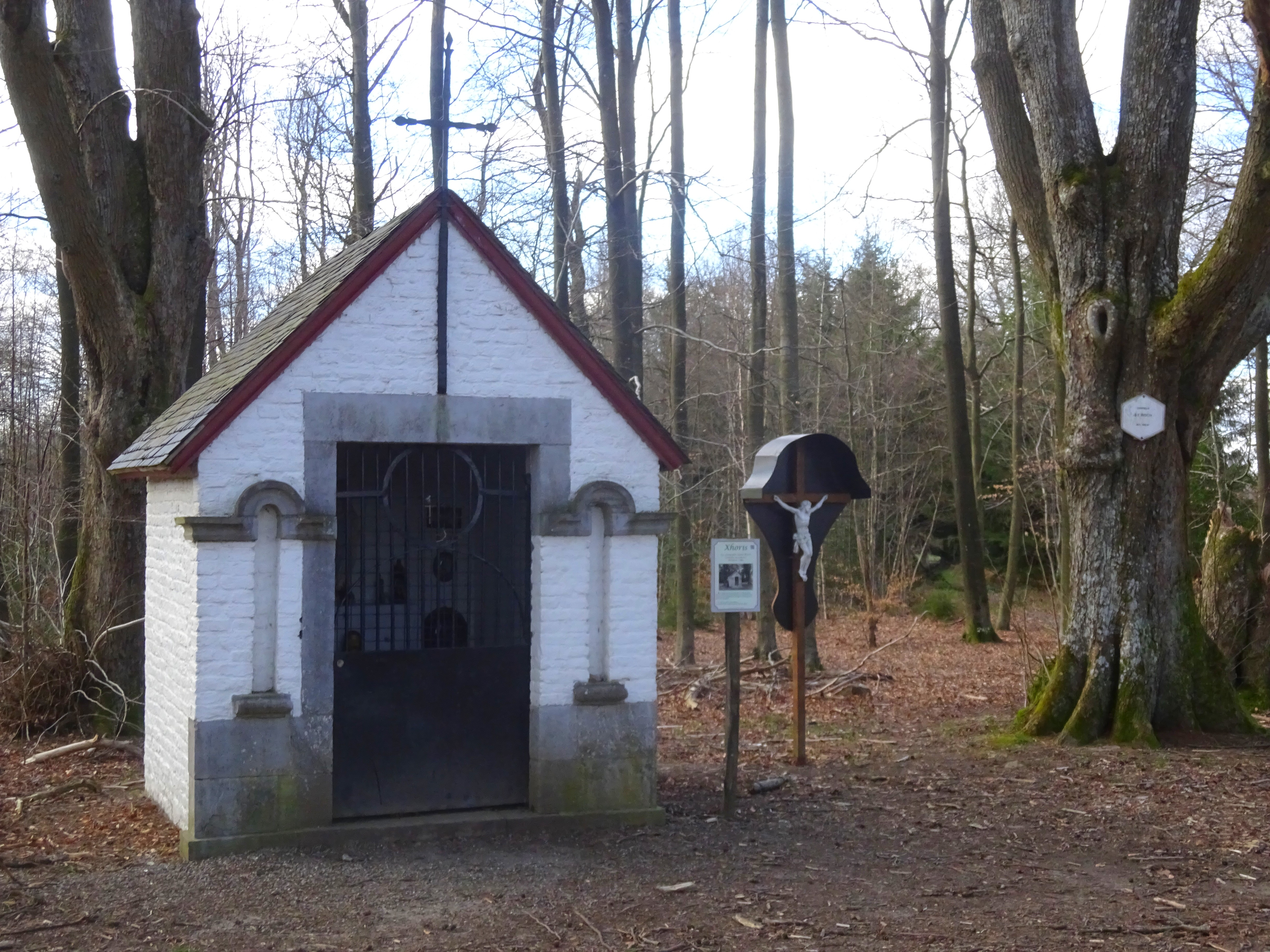
Chapelle Saint-Roch et croix Frère-Pierre.
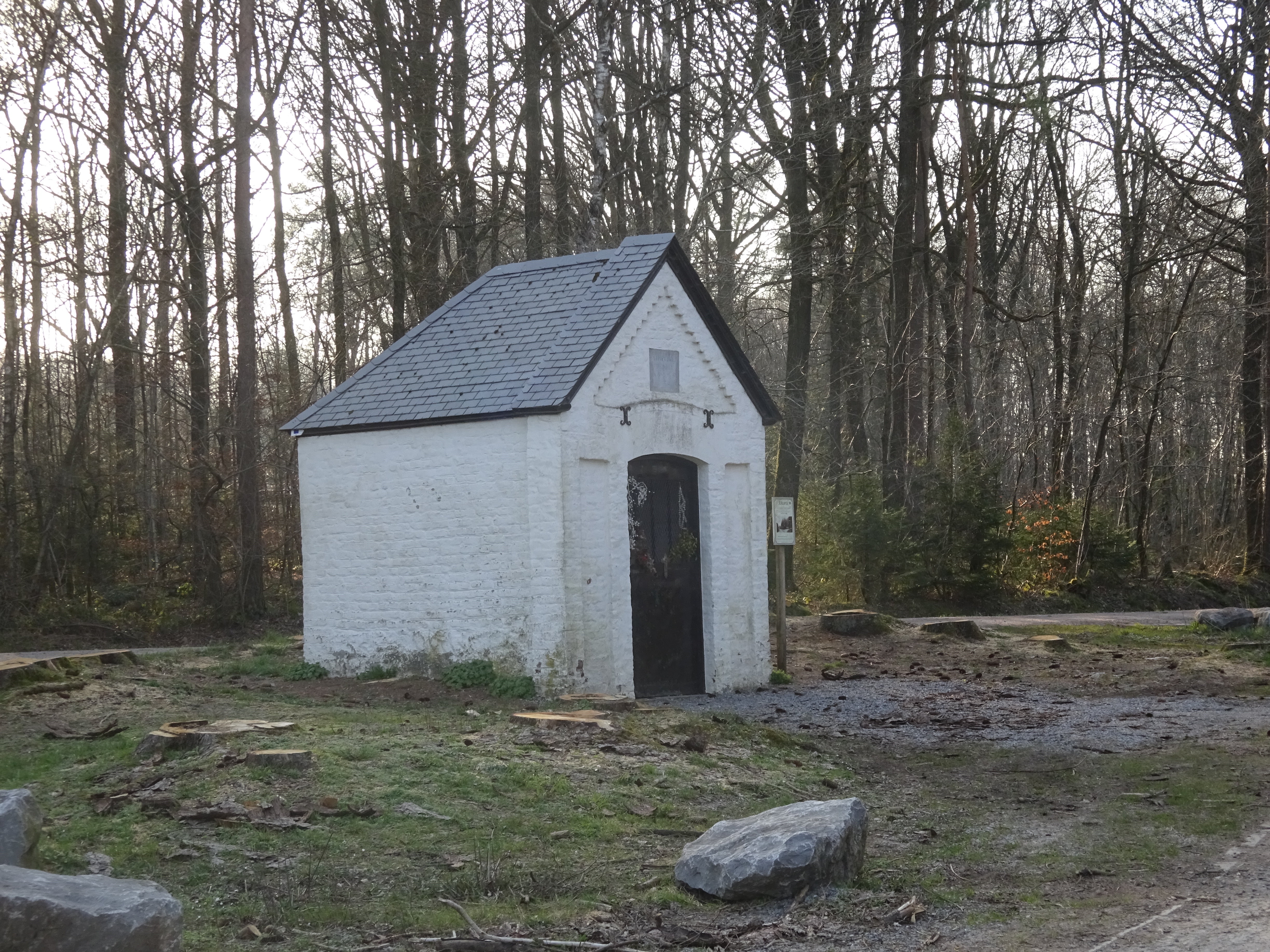
Chapelle Saint-Hubert.
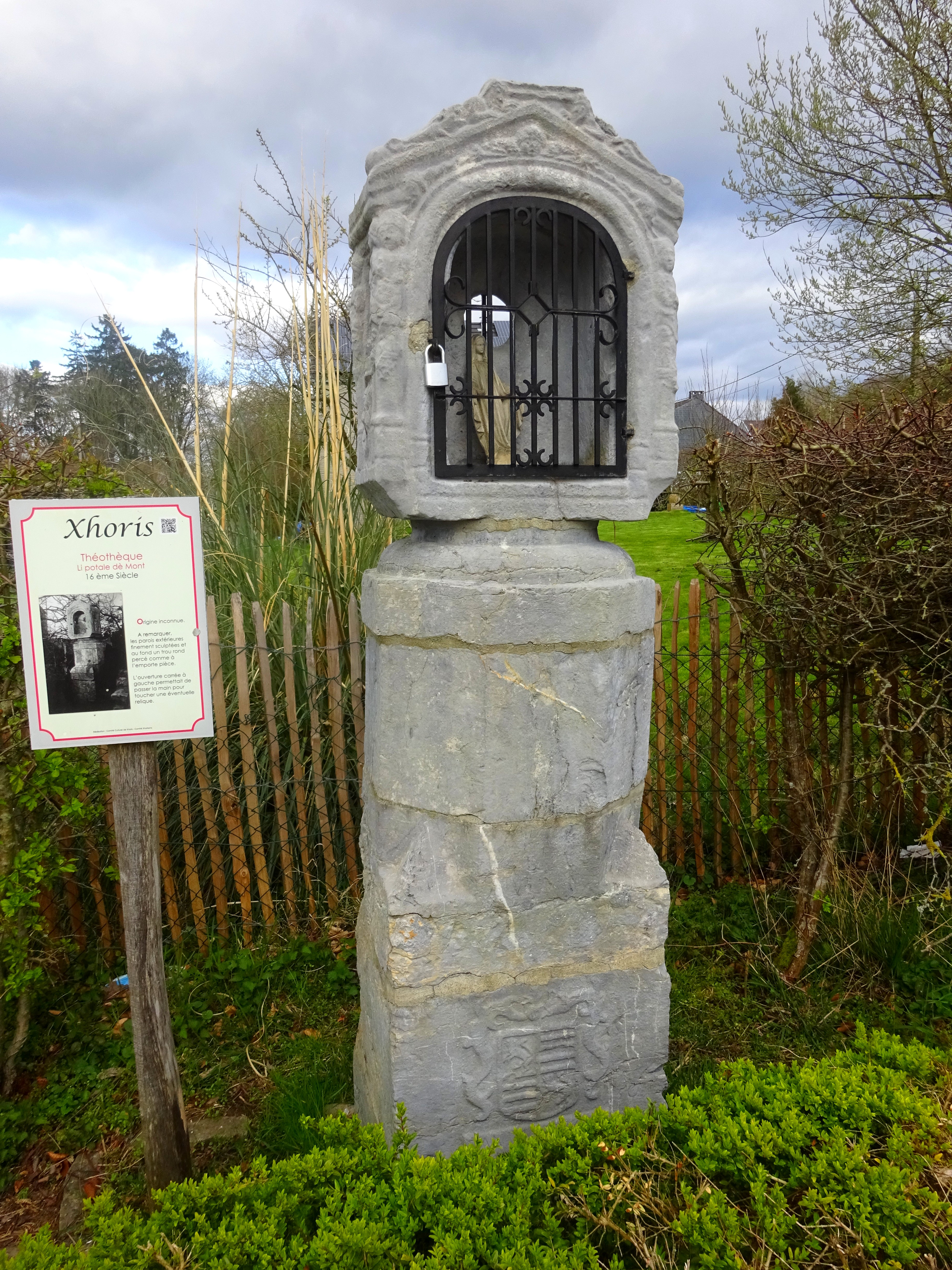
Potale du Mont.
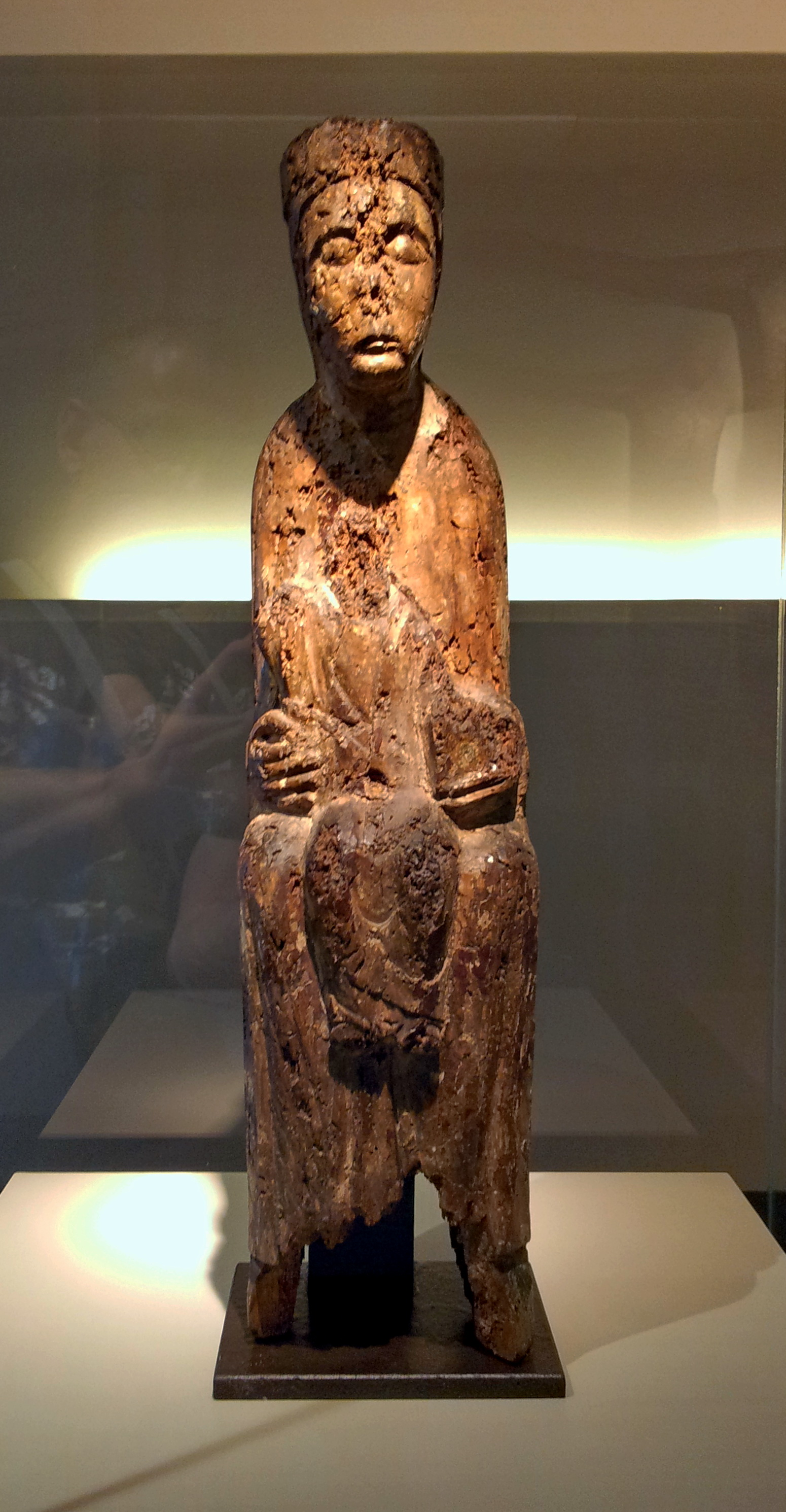
Vierge de Xhoris.

#### Vierge de Xhoris
La statue en bois polychrome de la Vierge de Xhoris appelée aussi le Siège de la Sagesse représente Marie assise sur un trône portant le Christ sur les genoux.
Elle provient de Xhoris, est datée aux environs de l'an 1030 et se trouve actuellement au Trésor de la cathédrale de Liège.

#### Patrimoine classé
Xhoris compte trois sites classés :
- le château de Fanson,
- le tilleul des Lognards,
- le vallon de Bléron.

### Culture
Le Musée de la Vie rurale est aménagé dans l'ancienne maison communale.
Fête au village : elle a lieu chaque premier week-end d'août du samedi au mardi. En outre, des jeux populaires y sont organisés le lundi et un cramignon dans les rues du village clôture les festivités le mardi soir. Le village organise aussi une brocante en juillet et une flambée (marché de Noël des saveurs) une semaine avant Noël.

## Économie
On trouve de nos jours à Xhoris une boucherie, une pharmacie, une étude notariale et divers commerces (garage, friterie…) ainsi que plusieurs médecins. L'école primaire a été restaurée et agrandie et le centre RelaXhoris, lieu de vacances et de bien-être a accueilli principalement une clientèle venant de la région flamande entre 1983 et 2019. La confiturerie locale (L'Ardennaise) existe depuis 1954. Elle produit et exporte ses confitures de qualité renommée au-delà des frontières.

## Vie associative
Xhoris compte plusieurs clubs sportifs : football, tennis de table et pétanque ainsi qu'un manège.
La localité est jumelée avec  Cleurie (France) depuis 1974.

## Personnalités liées au village
- Les barons de Selys de Fanson ont été titulaires de la seigneurie de Fanson et propriétaires du château de Fanson depuis le XVIIe siècle jusqu'à la première moitié du XXe siècle. Plusieurs ont été mayeurs héréditaires de Xhoris. Godefroid de Selys de Fanson (1610-1680) est le premier baron et le dernier d'entre eux, le baron Robert de Selys de Fanson, né en 1925 et décédé en 1979 sans descendance, est inhumé au cimetière du village. Il était propriétaire de la ferme de Xhoris.
- Anne-Josèphe Théroigne de Méricourt (1762-1817), de son vrai nom Anne-Josèphe Terwagne, fille de Pierre Terwagne, laboureur à Xhoris, résida chez son père quelque temps pendant son adolescence à Xhoris aux environs de 1774. Elle devint une figure de proue de la Révolution française. Elle résida à Xhoris au château de Fanson en 1791 avant de repartir pour Paris. Son histoire inspira Charles Baudelaire dans Les Fleurs du mal. Surnommée à Paris la Belle Liégeoise, une rue du 13e arrondissement de Paris (rue Théroigne-de-Méricourt) ainsi qu'une passerelle de la ville de Liège (passerelle La Belle Liégeoise) inaugurée en 2016 lui rendent hommage.
- Marcel Lagasse (1880-1974), artiste peintre paysagiste reconnu mais aussi poète à ses heures vécut à Xhoris du début de la Seconde Guerre mondiale jusqu'à la fin des années soixante.
- La peinture inspira d'autres Xhorisiens : Alphonse Rivoux (1901-1977) qui était aussi "guérisseur" et Freddy Bosmans, promoteur de la langue espéranto.
- René Pasquasy (31 juillet 1911-1982), le dernier bourgmestre de Xhoris de 1970 à 1976, était auteur de pièces de théâtre en wallon : L'Arogne d'Acir, Belem li Macrê, Li Poupe[14].
- Alfred Léonard dit Freddy (1940-2018), bourgmestre de Ferrières de 1977 à 1992, député et conseiler provinvial.

### Sources
Xhoris mon village (autorisation de l'auteur)